# Communauté de communes Ardèche Rhône Coiron
La communauté de communes Ardèche Rhône Coiron est une communauté de communes française, située dans le département de l'Ardèche en région Auvergne-Rhône-Alpes.
Elle est née le 1er janvier 2017 de la fusion des deux communautés de communes Barrès-Coiron et Rhône Helvie.

## Historique
Le projet de schéma départemental de coopération intercommunale de 2015 impose la fusion de la communauté de communes Barrès-Coiron avec une autre structure intercommunale ; bien que le seuil de population soit compris entre 5 000 et 15 000 habitants, Barrès-Coiron ne bénéficie d'aucune dérogation pour que cette communauté de communes soit maintenue en l'état.
Il propose la fusion avec la communauté de communes Rhône Helvie. La structure fusionnée partage en partie le même bassin de vie et d'emploi de Montélimar, ainsi que la même aire urbaine, par ailleurs elle est incluse dans le SCOT interdépartemental de la Basse vallée du Rhône.
Cette fusion est confirmée en mars 2016.

## Territoire communautaire

### Composition
La communauté de communes est composée des 15 communes suivantes :

| Nom                            | Code Insee | Gentilé         | Superficie (km2) | Population (dernière pop. légale) | Densité (hab./km2) |
| ------------------------------ | ---------- | --------------- | ---------------- | --------------------------------- | ------------------ |
| Cruas (siège)                  | 07076      | Cruassiens      | 15,45            | 2 954 (2022)                      | 191                |
| Alba-la-Romaine                | 07005      | Albains         | 30,46            | 1 538 (2022)                      | 50                 |
| Aubignas                       | 07020      | Aubignassiens   | 15,42            | 477 (2022)                        | 31                 |
| Baix                           | 07022      | Baixois         | 17,39            | 1 293 (2022)                      | 74                 |
| Meysse                         | 07157      | Meyssois        | 19,18            | 1 380 (2022)                      | 72                 |
| Rochemaure                     | 07191      | Rupismauriens   | 24,33            | 2 250 (2022)                      | 92                 |
| Saint-Bauzile                  | 07219      | Bauziliens      | 7,05             | 316 (2022)                        | 45                 |
| Saint-Lager-Bressac            | 07260      | Saint-Lagérois  | 15,37            | 959 (2022)                        | 62                 |
| Saint-Martin-sur-Lavezon       | 07270      | Saint-Martinois | 23,54            | 430 (2022)                        | 18                 |
| Saint-Pierre-la-Roche          | 07283      |                 | 9,92             | 63 (2022)                         | 6,4                |
| Saint-Symphorien-sous-Chomérac | 07298      |                 | 7,86             | 855 (2022)                        | 109                |
| Saint-Thomé                    | 07300      |                 | 19,65            | 475 (2022)                        | 24                 |
| Saint-Vincent-de-Barrès        | 07302      | Barrésiens      | 19,1             | 827 (2022)                        | 43                 |
| Le Teil                        | 07319      | Teillois        | 26,59            | 8 812 (2022)                      | 331                |
| Valvignères                    | 07332      | Valvignérois    | 29,78            | 438 (2022)                        | 15                 |

### Démographie
| 1968   | 1975   | 1982   | 1990   | 1999   | 2008   | 2013   | 2018   |
| ------ | ------ | ------ | ------ | ------ | ------ | ------ | ------ |
| 16 000 | 14 975 | 17 260 | 17 539 | 18 972 | 20 698 | 22 013 | 22 808 |

## Administration

### Siège
La communauté de communes a son siège à Cruas, 8 avenue Marcel-Cachin. Bien que la ville du Teil concentre près de 40 % de la population, le siège de l'ancienne communauté de communes Barrès-Coiron a été retenu au moment de la fusion.

### Les élus
La communauté de communes est gérée par un conseil communautaire composé, à la suite des élections municipales et communautaires de 2020, de 36 conseillers représentant chacune des communes membres, répartis comme suit :
| Nombre de conseillers | Communes                |
| --------------------- | ----------------------- |
| 14                    | Le Teil                 |
| 5                     | Cruas                   |
| 3                     | Rochemaure              |
| 2                     | Alba-la-Romaine, Meysse |
| 1 (+1 suppléant)      | les 10 autres communes  |

### Présidence
La communauté d'agglomération est présidée par :
| Période         | Période                        | Identité   | Étiquette | Qualité                   |
| --------------- | ------------------------------ | ---------- | --------- | ------------------------- |
| 15 janvier 2017 | 11 juillet 2020                | Éric Cuer  | DVG       | Maire de Meysse (2014 → ) |
| 11 juillet 2020 | En cours (au 9 septembre 2021) | Yves Boyer | DVG       | Maire de Baix (2014 → )   |

### Compétences
La structure adhère au :
- Syndicat mixte Inforoutes ;
- Syndicat mixte Ardèche Drôme Numérique ;
- Syndicat des Portes de Provence pour le traitement des déchets (SYPP) ;
- Syndicat de traitement des déchets Ardèche Drôme (SYTRAD) jusqu'au 31 décembre 2019 ;
- Syndicat mixte du Vivarais Méridional Ardèche ;
- Syndicat mixte d'aménagement et d'entretien de la Payre et de ses affluents ;
- Syndicat mixte du Pays de l'Ardèche méridionale.

### Régime fiscal et budget
Le régime fiscal de la communauté d'agglomération est la fiscalité professionnelle unique (FPU).

## Projets et réalisations

### Culture
- La communauté de commune Ardèche Rhône Coiron possède deux cinémas publiques, le cinéma Regain se trouvant dans la ville du Teil et le cinéma Le Ciné à Cruas[9].
- Le Musée de la résistance et de la déportation en Ardèche qui se trouve au Teil est aussi placé sous la gestion de l'intercommunalité[9],[10].